# Paola Maria
Paola Maria Ingoglia (* 13. Oktober 1993 in Sizilien, auch Paola Maria Koslowski) ist eine in Deutschland lebende italienische Webvideoproduzentin. 

## Leben
Paola Maria Ingoglia wurde 1993 in Sizilien geboren. Sie kam im Alter von etwa acht Jahren mit ihrer Mutter und ihrer sechs Jahre jüngeren Schwester nach Deutschland. Sie zogen häufig um und lebten zeitweise in Frauenhäusern, um dem alkoholabhängigen Vater zu entkommen. 2014 veröffentlichte Paola Maria auf YouTube ein Video mit dem Titel Die Wahrheit über meinen Vater, wo sie erstmals öffentlich über ihre Kindheit sprach, die durch ihren gewalttätigen Vater geprägt war. Sie absolvierte eine Ausbildung zur Parfümeriefachverkäuferin.
2013 begann Paola Maria eine Beziehung mit dem deutschen YouTuber Alexander Koslowski des Komikerduos DieAussenseiter. Im Oktober 2015 verlobten sie sich, im September 2017 folgte die Heirat. Die beiden haben im Dezember 2018 und November 2020 geborene Söhne. Ende Februar 2022 wurde die Trennung öffentlich, im Anschluss begann Paola Maria eine Beziehung mit dem Unternehmer Alexander Thoss. Die Scheidung von Koslowski mit gemeinsamen Sorgerecht und Aufenthalt der Söhne bei ihr erfolgte im Herbst 2023, mit Thoss verlobte sie sich im März 2025.

## Karriere
Im Oktober 2013 eröffnete sie für eine junge Zielgruppe den YouTube-Kanal Paola’s Welt, den sie später Paola Maria nannte. Sie zeigt dort Tutorials, Hauls und andere Videos zu Themen aus Kosmetik, Mode und Lifestyle. 2014 folgte der mit Alexander Koslowski gemeinsam betriebener Kanal Die Bibs, später umbenannt in Die Koslowskis, mit Vlogs aus dem Privatleben. Sie schloss sich dann mit ihrem Kanal dem gemanagten Netzwerk reichweitenstarker YouTube-Kanäle TubeOne Networks an. Sie und andere YouTuber unternahmen als TubeOne-Gang 2015 und 2016 Tourneen durch Deutschland, Österreich und der Schweiz.
Im Frühjahr 2018 veröffentlichte sie einen Schmink-Ratgeber; im Juli 2018 launchte die Drogeriemarktkette dm eine mit ihr entwickelte Gesichtspflegeserie für Teenager LVLY, Im Onlineshop von Aldi wurden im Dezember 2023 unter dem gleichen Markennamen Hairstyling-Produkte angeboten.
Im Januar 2020 war sie Gast in der Quizsendung Wer weiß denn sowas? Ab Februar 2025 war Paola Maria Teilnehmerin der 18. Staffel der RTL-Tanzshow Let’s Dance, wo sie Platz zehn belegte. 

## Filmografie
- 2022: Das Traumschiff: Mauritius (Fernsehreihe)

## Werke
- 2018: Call of Beauty: Deine Make-up Basics, 224 Seiten, Köln: Community Editions, ISBN 978-3-96096-031-7